# Slavoljub Marjanović
Pour les articles homonymes, voir Marjanović.
Slavoljub Marjanović est un joueur d'échecs yougoslave puis serbe né le 6 janvier 1955 à Lalinac. Grand maître international depuis 1978, il a remporté le championnat de Yougoslavie d'échecs en 1985 à Novi Sad et la médaille de bronze au championnat du monde d'échecs junior 1974. 
Il a représenté la Yougoslavie lors du tournoi interzonal de 1987 à Subotica et de deux olympiades (1980 et 1984), remportant la médaille de bronze par équipe en 1980.